# Victor Berglund

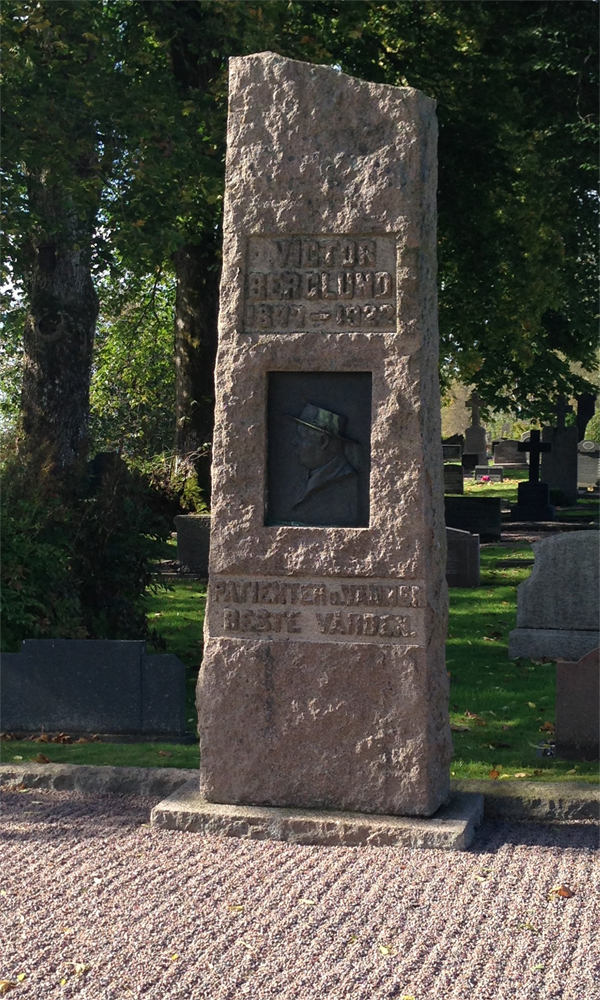
Victor Berglunds gravvård på Breareds kyrkogård i Simlångsdalen

Victor Gerhard Berglund, född 22 mars 1877 i Säby, Malmöhus län, död 21 mars 1922  på Mössebergs sanatorium, var en svensk läkare, målare och skulptör.

## Biografi

### Läkarkarriären
Berglund, som var son till trädgårdsmästaren Måns Berglund och Johanna Johnsson, genomgick Landskrona femklassiga läroverk och Lunds katedralskola och blev student där 1895. Han blev medicine kandidat 1899, medicine licentiat 1903 och medicine doktor 1914, allt vid Lunds universitet. Han utnämndes till docent i tuberkuloslära vid nämnda universitet 1916 och kvarstod som sådan till sin död. Han var extra ordinarie amanuens vid anatomiska institutionen i Lund 1897–1898, amanuens där 1898–1899, tillförordnad amanuens vid kirurgiska kliniken i Lund 1901, amanuens där 1902–1903, därunder tidvis tillförordnad underläkare, amanuens vid gynekologiska kliniken i Lund en kortare period 1902, tillförordnad prosektor vid anatomiska institutionen där en kortare period 1902. Han innehade kortare förordnanden i Kils distrikt och som lasarettsläkare i Halmstad 1906, var läkare vid Sundsholms sanatorium 1907–1916, läkare vid Södra Hallands skrofulösvårdanstalt i Halmstad 1915 och läkare vid Hallands södra tuberkulosbyrå 1915–1916. Han var ledamot av hälsovårdsnämnden i Halmstads stad och styrelseledamot i Sundsholms sanatorium. Han var praktiserande läkare i Halmstad från 1903 fram till sin död.
Berglund var initiativtagare till Sundsholms sanatorium, som byggdes i Mahult i Simlångsdalen och som invigdes 1907 som sanatorium för behandling av tuberkulos. Emellertid blev beläggningen sämre än förväntad och bolaget redovisade förlust och gick i likvidation 1916. Sundsholm ändrades då till vårdhem och döptes om till Örnås sommar- och vintersanatorium. Verksamheten visade sig vara fortsatt svår att få lönsam och Sundsholm eller Örnås genomgick skiftande öden som pensionat. Träbyggnaden brann ner 19 mars 1950 varvid pensionatsverksamheten upphörde. Herrgårdsbyggnaden, som hade byggts omkring 1880 innan sanatorieperioden, finns fortfarande kvar.

### Konstnärskap
Berglund var också verksam som konstnär. Som sådan ägnade han sig åt teckning, målning och skulptur. Separat ställde han ut första gången 1919 i Halmstad och han medverkade i ett flertal tillfälliga smärre utställningar. Han utgav ett flertal album med karikatyrteckningar med Halmstadsbor, bland annat Halmstadslaxar 1909–1911 och Spegeln 1915. Berglund blev känd för sina försök att rekonstruera Karl XII:s utseende.
Berglund gifte sig 1904 med Emma Erika Westesson, född 26 augusti 1879 i Felestad, Malmöhus län, död 25 maj 1964 i Falkenberg, Hallands län.
Victor Berglund avled själv av turberkulos och är begravd på Breareds kyrkogård i Simlångsdalen. På den stora gravstenen anges att "Patienter och vänner reste vården".